# Bengal
Bengal (tiếng Bengal: বাংলা Banglaⓘ, tiếng Bengal: বঙ্গ Bôngo, tiếng Bengal: বঙ্গদেশ Bôngodesh, hay tiếng Bengal: বাংলাদেশ Bangladesh) là một khu vực lịch sử và địa lý ở đông bắc của Tiểu lục địa Ấn Độ, tại đỉnh của vịnh Bengal. Ngày nay, khu vực chủ yếu được phân chia giữa Cộng hòa Nhân dân Bangladesh (trước đây là Đông Bengal / Đông Pakistan) và bang Tây Bengal của Ấn Độ, mặc dù vậy, có một số vùng thuộc các vương quốc Bengal trước đây (trong các chế độ quân chủ địa phương và dưới sự cai trị của Anh) nay đã trở thành một phần của các bang Bihar, Jharkhand, Assam, Tripura và Orissa tại Ấn Độ. Cư dân tại Bengal chủ yếu là người Bengal (বাঙালি Bangali) và họ nói tiếng Bengal (বাংলা Bangla).
Khu vực Bengal là một trong những vùng dân cư đông đúc nhất trên Trái Đất, với mật độ dân số vượt quá 900/km². Hầu hết Bengal là vùng đồng bằng thấp tạo bởi sông Hằng–Brahmaputra, và là một bộ phận của đồng bằng Ấn-Hằng. Tại phần phía nam của khu vực là rừng ngập mặn Sundarbans, rừng ngập mặn lớn nhất thế giới và là nơi sinh sống của hổ Bengal. Mặc dù dân cư tại khu vực Bengal chủ yếu là nông dân và làm nông nghiệp, song khu vực này lại có hai siêu đô thị là Kolkata (trước đây gọi là Calcutta) và Dhaka (trước đây gọi là Dacca). Khu vực Bengal nổi tiếng với các di sản văn học và văn hóa phong phú cũng như những đóng góp to lớn của khu vực vào việc phát triển nâng cao kinh tế-văn hóa của xã hội Ấn Độ trong giai đoạn Subah Bengal, và các hoạt động cách mạng trong cuộc vận động độc lập Ấn Độ.